# L'ottava moglie di Barbablù (film 1923)
L'ottava moglie di Barbablù (Bluebeard's Eighth Wife) è un film muto del 1923 diretto da Sam Wood.
Nel 1938, Lubitsch ne girerà la versione sonora, con Claudette Colbert e Gary Cooper.
La sceneggiatura di Sada Cowan si basa sulla  commedia francese La Huitième Femme de Barbe Bleue di Alfred Savoir, che - nella traduzione inglese di Charlton Andrews - aveva debuttato al Ritz Theatre di Broadway il 19 settembre 1921 con il titolo Bluebeard's 8th Wife.

## Trama
Mona de Briac, appartenente ad un'aristocratica famiglia francese andata in rovina, sposa John Brandon, milionario americano. Per scoprire, subito dopo le nozze, che il marito ha già avuto, prima di lei, altre sette mogli. Adesso, però, Brandon ha capito che l'ottava moglie è quella giusta, il Vero Amore. Mona, invece, vuole di divorzio e, per ottenerlo, rifiuta di consumare il matrimonio. Tra battute fulminanti, giochi allusivi, ritrosie e avances, la storia arriva al gran finale che è quello dei due sposi riappacificati  e innamorati, finalmente pronti al gran passo.

## Produzione
Prodotto dalla Famous Players-Lasky Corporation, venne girato dal 27 febbraio a primavera 1923. L'originale lavoro teatrale era stato un cavallo di battaglia a Broadway per Ina Claire. La Paramount comperò i diritti della commedia, un testo brillante e anche piccante, per Gloria Swanson, proprio in un momento in cui Hollywood cominciava ad adottare un codice di autocensura .

## Distribuzione
Il copyright, richiesto dalla Famous Players-Lasky Corp., fu registrato il 26 giugno 1923 con il numero LP19167.

Il film, distribuito dalla Paramount Pictures, fu presentato in prima al Rialto Theatre di New York il 5 agosto 1923, uscendo nelle sale il 9 settembre 1923. Nel Regno Unito, fu distribuito l'8 settembre 1923; in Norvegia, con il titolo Blaaskjæg's 8de hustru, nell'aprile 1924; in Danimarca, come Rolf Blaaskægs ottende Kone, il 12 maggio 1924; Colombia 12 settembre 1924; in Francia, come La Huitième Femme de Barbe-Bleue, il 24 ottobre 1924; in Finlandia, il 14 dicembre 1924; in Spagna prese il titolo La octava esposa de Barba Azul; in Polonia, quello di Ósma żona Sinobrodego; in Ungheria, quello di Kékszakáll 8-ik felesége.
Non si conoscono copie ancora esistenti della pellicola che viene considerata presumibilmente perduta.